# Шінтава
Шінтава (словац. Šintava) — село в окрузі  Ґаланта Трнавського краю Словаччини. Площа села 11,56 км². Станом на 31 грудня 2015 року в селі проживало 1720 жителів.
Розташоване на березі річки Ваг.

## Історія
Перші згадки про село датуються 1074 роком.

## Населення
| Рік:            | 1994. | 2004.   | 2014.   | 2024.   |
| --------------- | ----- | ------- | ------- | ------- |
| Кількість осіб: | 1608  | 1719    | 1750    | 1712    |
| Різниця:        |       | +6,90 % | +1,80 % | -2,17 % |

| Рік:            | 2023. | 2024.   |
| --------------- | ----- | ------- |
| Кількість осіб: | 1717  | 1712    |
| Різниця:        |       | -0,29 % |